# Mampikony
Mampikony est une commune urbaine malgache, chef-lieu du district de Mampikony, située dans la partie sud-ouest de la région de Sofia.

## Géographie
La commune se trouve à 84 km d'Ambondromamy par la route nationale 6. La délimitation du district de Mampikony est le pont Mahajamba au sud et le pont Ampondralava au nord.

## Économie
L'économie de la commune est principalement liée à son marché de zébu et de ses marchands ambulant (foraine). Le District de Mampikony en général a faire-valoir les cultures du coton et du tabac, destinés à l'exportation gérée principalement par des entreprises Malgache et le système paysannats local [réf. nécessaire]. L'agriculture maraîchère est orientée vers la production d'oignons (la plus importante à Madagascar[réf. nécessaire] jusques en 2002 ), de riz, d'arachide, de manioc et de maïs. En 2013, le Groupe COTONA a repris l'exploitation des concessions de Monsieur Wickert pour planter principalement des lentilles black eyes (lojy fotsy ).

## Religion
Mampikony est le siège d'une mission catholique du diocèse de Port-Bergé, fondée en 1949.